# In Dreams (singolo)
In Dreams è un brano musicale scritto ed interpretato dal cantautore statunitense Roy Orbison. 
Il singolo, pubblicato dalla Monument Records nel febbraio 1963, riscosse un grande il successo tanto da farla diventare la title track dell'omonimo album di Orbison, pubblicato nel luglio dello stesso anno. 
Il singolo raggiunse la settima posizione nella classifica statunitense Billboard Hot 100, e restò in classifica in Gran Bretagna per cinque mesi mentre Orbison girava il Paese in tour insieme ai Beatles. La traccia acquisì ulteriore fama nel 1986, quando venne inserita nel film Velluto blu di David Lynch, che la utilizzò in maniera decontestualizzata e provocatoria nel suo thriller. 
La rivista Rolling Stone inserì In Dreams lista delle migliori 500 canzoni di sempre da loro redatta.

## Il brano

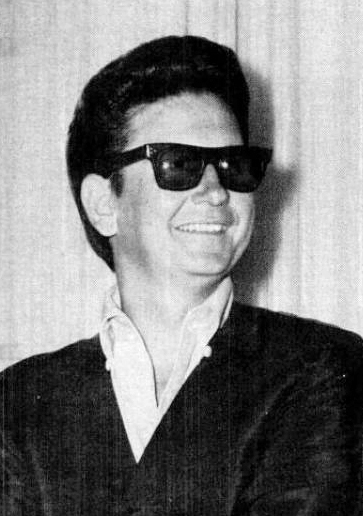
Roy Orbison nel 1965.

Nel 1956, Roy Orbison era sotto contratto con la Sun Records, casa discografica responsabile di aver lanciato leggende rockabilly come Elvis Presley e Carl Perkins. Orbison riscosse un successo marginale alla Sun Records, ma sentiva che il suo talento non veniva impiegato in maniera appropriata perché gli veniva chiesto di cantare semplici canzoni rock and roll con un sacco di chitarre e batteria.
Nel 1960, quando si trasferì alla Monument Records, lo stile di Orbison mutò in quello che lo avrebbe contraddistinto per tutta la sua carriera. Con brani quali Only the Lonely, composta insieme a Joe Melson, le canzoni di Orbison divennero ballate introspettive e malinconiche, nelle quali poteva dispiegare tutta la sua estensione vocale con un appropriato accompagnamento orchestrale.

### Composizione
Il brano possiede una struttura atipica, costituita da sette movimenti musicali ben separati durante i quali Orbison canta districandosi su più di due ottave, ben oltre il range della maggior parte dei cantanti rock and roll dell'epoca.
A posteriori, Orbison dichiarò che l'ispirazione per In Dreams gli era "venuta in sogno mentre dormiva", come accaduto per molte altre sue composizioni. Egli spesso ascoltava della musica prima di dormire e si addormentava con la radio accesa. In questa particolare occasione, tuttavia, egli era mezzo sveglio quando gli venne l'idea per la canzone, e pensò: "Ragazzi questa è proprio buona. Devo finirla questa". Quando si svegliò la mattina dopo, l'intera composizione fu completata in 20 minuti.
In Dreams, come molte altre canzoni di Orbison, si discosta dalla struttura tipica strofa-ritornello-strofa-bridge-coro comune alla maggior parte dei brani rock and roll, optando per una maggiore atmosfera "onirica". La traccia inizia come una sorta di ninna nanna con un accompagnamento minimale di chitarra acustica, dove Orbison introduce agli ascoltatori: «A candy-colored clown they call the sandman». Il "sandman", l'uomo dei sogni nella cultura anglosassone, lo fa addormentare, mentre egli inizia a cantare dei suoi sogni sull'amata. La batteria aumenta di ritmo seguendo il testo cantato da Orbison mentre egli sprofonda nell'incoscienza, un pianoforte si aggiunge mentre il cantante racconta di come passa le giornate con il suo amore, accompagnato dai sospiri del coro.

## Tracce singolo
Monument – 45-806 - Vinile 45 giri, 1963
1. In Dreams (Roy Orbison) - 2:46
2. Shahdaroba (Cindy Walker) - 2:33

## Accoglienza e lascito
Registrata negli studi Monument di Nashville all'inizio del 1963, In Dreams raggiunse la posizione numero 7 nella classifica Billboard's Hot 100 negli Stati Uniti restando in classifica per 13 settimane. Durante i cinque mesi di permanenza in classifica della canzone, Orbison sostituì il chitarrista Duane Eddy nel corso di una tournée in Inghilterra. Egli era già molto famoso in Gran Bretagna, e divise il tour con i Beatles, gruppo del quale non aveva mai sentito parlare. La tournée fece il tutto esaurito dappertutto. Il primo incontro tra Orbison e John Lennon non fu del tutto amichevole in quanto Orbison era infastidito dalle orde di ragazzine urlanti devote ai Beatles che infestavano lo show quando invece pensava di essere lui stesso l'attrazione principale del tour. La Beatlemania, tuttavia, proseguiva inarrestabile e Orbison si rassegnò ad esibirsi per primo sul palco. Durante la serata d'apertura, il pubblico reagì molto positivamente alle ballate sentimentali di Orbison, soprattutto nei confronti di In Dreams, con la quale egli terminò la sua esibizione prima di lasciare spazio ai Beatles.

### Velluto blu
Nel 1987 venne pubblicata una compilation di successi di Orbison intitolata In Dreams: The Greatest Hits. Essa coincise con l'uscita nei cinema del thriller dark e surreale Velluto blu, diretto da David Lynch. Orbison rimase molto stupito dal modo improprio nel quale Lynch aveva utilizzato la sua canzone nel film. Nella pellicola, uno psicopatico omicida di nome Frank Booth (interpretato sullo schermo da Dennis Hopper) è ossessionato dalla canzone e chiede che venga cantata ancora e ancora, chiamandola Candy Colored Clown. In una scena, essa viene cantata in playback da un effeminato e sinistro personaggio tenutario di un bordello interpretato da Dean Stockwell, e dopo l'esibizione, Booth picchia selvaggiamente il protagonista del film. A proposito di In Dreams, Lynch disse: «è una bellissima canzone ed è stata composta da Roy... Quel testo... si sente che significa veramente qualcosa per lui. E così accade che una canzone possa significare qualcosa di diverso se messa in un contesto differente. E il modo nel quale Frank Booth usa la canzone in due momenti separati della storia, è qualcosa di incredibile. Ma posso capire perché Roy si sia sentito infastidito, perché per lui significava qualcosa d'altro».
Orbison non autorizzò l'utilizzo del brano e non era al corrente dell'inclusione dello stesso nel film di Lynch, ma la presenza di In Dreams nella pellicola ebbe un effetto "rigenerante" per la sua carriera, che era in stallo fin dagli anni settanta. La rivista BAM definì la canzone "l'epicentro emotivo del film". Dopo che il film divenne un cult movie, e dopo aver rivisto la pellicola di Lynch svariate volte, alla fine Orbison riconsiderò la sua posizione. Addirittura, alcuni fotogrammi del film furono inclusi nel videoclip di In Dreams appositamente girato nel 1987 (ben 24 anni dopo l'uscita originaria del singolo) grazie al rinnovato interesse generale nei confronti della canzone.

## Cover
I Pointy Shoe Factory pubblicarono una versione in uptempo per violino di In Dreams. La reinterpretazione venne inclusa nell'album di debutto della band, The "Unforgettable" Sound of the Pointy Shoe Factory.